# Vinska
Vinska (cyr. Винска) – wieś w Bośni i Hercegowinie, w Republice Serbskiej, w gminie Brod. W 2013 roku liczyła 282 mieszkańców.